# 남철미술관
남철미술관은 대전광역시 서구 괴정동 소재의 미술관이다.

## 같이 보기
- 대한민국의 박물관과 미술관 목록